# PAFAH1B1
L'enzima PAFAH1B1 (acronimo dall'inglese: Platelet-activating factor acetylhydrolase IB subunit alpha, che significa fattore attivante la subunità alfa della idrolasi IB nelle piastrine) è una proteina enzimatica, attiva anche nelle piastrine del sangue, che nell'essere umano viene codificata dal gene PAFAH1B1 (o LIS1).
Il tratto genetico LIS1 (PAFAH1B1) è stato identificato come codificante per un gene che quando va incontro a mutazione o delezione provoca la malattia del cervello denominata lissencefalia, associata alla Sindrome di Miller-Dieker. PAFAH1B1 codifica per la sub-unità alfa non-catalitica della isoforma intracellulare Ib del fattore di attivazione delle piastrine acetil-idrolasi, un enzima etero-trimerico che catalizza specificamente la rimozione del gruppo acetilico nella posizione SN-2 del fattore di attivazione delle piastrine (identificato come 1-O-alchil-2-acetil-sn-gliceril-3-fosforilcolina). Esistono altre due isoforme di acetil-idrolasi intracellulare del fattore di attivazione delle piastrine: uno è composto di molteplici subunità, le altre, una singola sub-unità. In aggiunta, una isoforma di questo enzima a singola subunità si trova nel siero.
Secondo uno studio, il fattore attivante PAFAH1B1 interagisce con il recettore di membrana VLDLR che viene attivato dalla relina (glicoproteina codificata dal cromosoma 7).

## Genomica
Il gene PAFAH1B1 (LIS1) si trova nel cromosoma 17p13.3 nella catena (plus) di Watson. Il gene ha una lunghezza di 91.953 basi e codifica per una proteina di 410 aminoacidi (con un peso molecolare predetto di 46.638 kiloDalton).

## Interazioni
Si è dimostrato che PAFAH1B1 interagisce con la proteina DYNC1H1, CLIP1, NDEL1, PAFAH1B3, PAFAH1B2, NUDC, TUBA1A e con la Doublecortina.